# Zum Steinernen Trauben

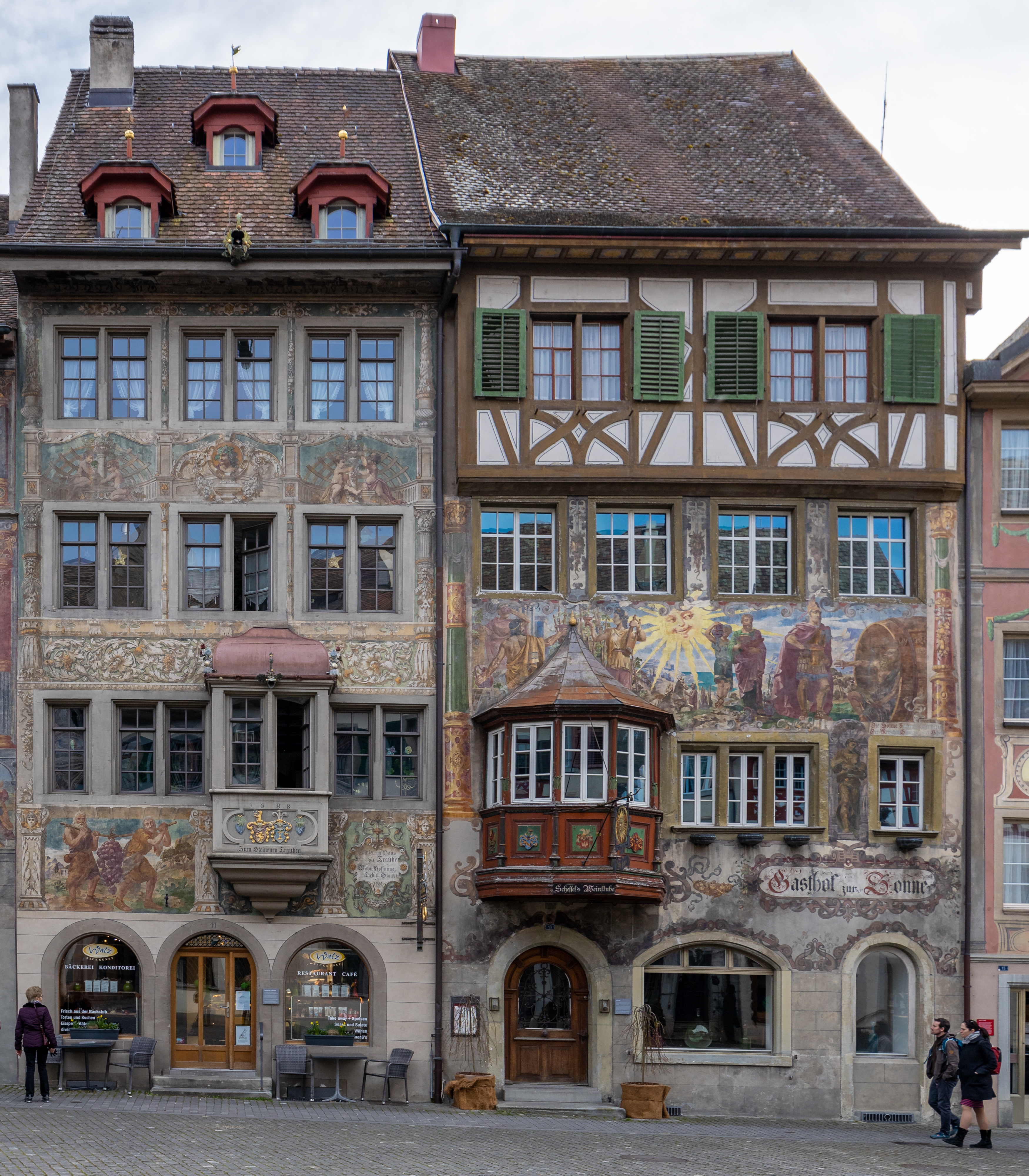
«Zum Steinernen Trauben» (links)

Das Haus Zum Steinernen Trauben in Stein am Rhein steht am Rathausplatz 11 und ist ein Kulturgut nach Kategorie B.

## Geschichte und Architektur
Das ehemalige Handelshaus hat eine Tiefe von 50 Meter und eine Breite von nur 5 bis 7 Meter und stammt aus dem frühen 17. Jahrhundert. In der Frühzeit des Gebäudes war das Erdgeschoss eine offene Halle. Besonderes Merkmal des repräsentativen Wohnhauses ist der viereckige Steinerker aus dem Jahr 1668. Die Dachuntersicht wurde 1720 mit zwei Kaufmannsfuhren bemalt. Das Fassadenbild entwarf Christian Schmidt um 1900, es ist eine Anspielung auf den Wohlstand des früheren Hausherrn. Im Innern des Gebäudes befinden sich reichhaltige Stuckaturarbeiten.
Die Architekten Roos und Schregenberger mit Mitarbeitern Markus Grob und Maja Scherrer bauten das Baudenkmal in den Jahren von 1985 bis 1987 um und an. Eine neue Hofbebauung verbindet das Hauptgebäude mit dem rückwärtigen Lagergebäude. Die neue Intervention besteht aus einer Erschliessungsanlage, einem Turm und einem erdgeschossigen Ausstellungstrakt.

## Kulturdenkmal
Das Stadthaus steht nach Kategorie B unter Denkmalschutz und ist in der Liste der Kulturgüter in Stein am Rhein eingetragen.